# Formula Regional Middle East Championship
Die Formula Regional Middle East Championship (FR Middle East) ist eine FIA-Formel-Regional-Rennserie. Die Meisterschaft wurde 2023 das erste Mal ausgetragen.

## Geschichte
Die Rennserie wurde 2023 als inoffizieller Nachfolger der Formula Regional Asian Championship vom selben Promoter Topspeed Shanghai gegründet. Davor veranstaltete Topspeed fünf Saisonen in Asien, die letzten beiden durchgeführten Meisterschaften fanden bereits nur mehr im Mittleren Osten statt.

## Sportliches Reglement

### Ablauf des Rennwochenendes
Ein Rennwochenende besteht aus einem freien Training, welche an einem Freitag stattfindet. Daraufhin folgt am Samstag zwei 15-minütige Qualifying-Sitzungen zur Ermittlung der Startaufstellung für das erste und dritte Rennen. Die Startreihenfolge zum ersten Rennen wird durch das Ergebnis des ersten Qualifyings gebildet, für das zweite Rennen das Ergebnis vom ersten Rennen, wobei die ersten zehn Plätze gestürzt werden und für das dritte Rennen durch die beste Zeit im zweiten Qualifying. Alle drei Rennen dauern jeweils 30 Minuten mit einer weiteren finalen Rennrunde.

### Punkteverteilung
Die Punktewertung orientiert sich am aktuellen Punktesystem der Formel 1. Somit erhält der Sieger eines Rennens 25, der Zweite 18, der Dritte 15 Punkte bis hin zum Zehntplatzierten, welcher den letzten Punkt erhält. Es werden keine Zusatzpunkte für die Pole-Position oder die schnellste Rennrunde verteilt. In die Teamwertung fliesen die Ergebnisse der zwei vom jeweiligen Team nominierten Rennfahrer pro Rennen ein.
| Punkteverteilung | Punkteverteilung | Punkteverteilung | Punkteverteilung | Punkteverteilung | Punkteverteilung | Punkteverteilung | Punkteverteilung | Punkteverteilung | Punkteverteilung | Punkteverteilung | Punkteverteilung | Punkteverteilung |
| ---------------- | ---------------- | ---------------- | ---------------- | ---------------- | ---------------- | ---------------- | ---------------- | ---------------- | ---------------- | ---------------- | ---------------- | ---------------- |
| Platz            | 1                | 2                | 3                | 4                | 5                | 6                | 7                | 8                | 9                | 10               | PP               | SR               |
| Punkte           | 25               | 18               | 15               | 12               | 10               | 8                | 6                | 4                | 2                | 1                | –                | –                |

### Superlizenz-Punkte
Der Meister der Serie erhielt, anders als das europäische Pendant, nur 18 Punkte für die Superlizenz, der Vizemeister 14, der Dritte zwölf Punkte bis zum neuntplatzierten, welcher den letzten verfügbaren Punkt für die Superlizenz erhielt.
| Superlizenz-Verteilung | Superlizenz-Verteilung | Superlizenz-Verteilung | Superlizenz-Verteilung | Superlizenz-Verteilung | Superlizenz-Verteilung | Superlizenz-Verteilung | Superlizenz-Verteilung | Superlizenz-Verteilung | Superlizenz-Verteilung | Superlizenz-Verteilung |
| ---------------------- | ---------------------- | ---------------------- | ---------------------- | ---------------------- | ---------------------- | ---------------------- | ---------------------- | ---------------------- | ---------------------- | ---------------------- |
| Platz                  | 1                      | 2                      | 3                      | 4                      | 5                      | 6                      | 7                      | 8                      | 9                      | 10                     |
| Punkte                 | 18                     | 14                     | 12                     | 10                     | 6                      | 4                      | 3                      | 2                      | 1                      | 0                      |

## Technisches Reglement

### Chassis
In der Meisterschaft wird als Chassis das F3 T-318 von Tatuus verwendet. Die Chassis sind Monocoques aus kohlenstofffaserverstärktem Kunststoff und haben eine Reihe von neuen Sicherheitsmerkmalen, darunter das Halo-System und einen verbesserten Seitenaufprallschutz. Als Aufhängung werden Doppelquerlenkerachse mit innenliegenden Federn und Stoßdämpfern, betätigt über Schubstangen, eingesetzt.

### Motor und Getriebe
Als Motor wird ein aufgeladener 1,75-Liter-Pratola-Serra-1750-TBi-F3R-Turbomotor von Alfa Romeo verwendet, der von Autotecnica vorbereitet wird und 200 kW (272 PS) bei einer Drehzahl von 6.000/min leistet. Als Getriebe wird der Sadev SL-R 82, ein sequenzielles Sechsgangschaltgetriebe von SADEV, eingesetzt, geschaltet wird mit Schaltwippen am Lenkrad.

### Reifen
Als Bereifung kommen Slicks von Giti Tire zum Einsatz.

## Bisherige Meister
| Jahr | Meister               | Punkte | Zweiter        | Punkte | Dritter       | Punkte | Rookie                | Punkte | Bestes Team                   | Punkte | Quelle |
| ---- | --------------------- | ------ | -------------- | ------ | ------------- | ------ | --------------------- | ------ | ----------------------------- | ------ | ------ |
| 2023 | Andrea Kimi Antonelli | 192    | Taylor Barnard | 152    | Rafael Câmara | 131    | Andrea Kimi Antonelli | 244    | Mumbai Falcons Racing Limited | 338    | [ 4 ]  |
| 2024 | Tuukka Taponen        | 255    | Taylor Barnard | 176    | Rafael Câmara | 128    | Tuukka Taponen        | 315    | R-ace GP                      | 410    | [ 5 ]  |